# Ann-Sofie Alm
Ann-Sofie Maria Alm, född 12 oktober 1971 i Altuna församling, Uppsala län, är en svensk egenföretagare i restaurangbranschen och politiker för Moderaterna. Hon är riksdagsledamot sedan valet 2018. Alm var oppositionsråd i Munkedals kommun och ordförande i primärvårdsstyrelsen i Västra Götalandsregionen 2014–2018.
Alm engagerade sig politiskt efter att ha fått sitt första barn 2009. En av hjärtefrågorna var krånglet kring tillstånd i krogbranschen.